# 抑制剂
抑制剂（inhibitor）亦称反应抑制剂（reaction inhibitor），指降低或阻滞化学反应（包括微生物或酶特定基团活性）速率的化学物质，与催化剂作用相反。样例如汽油的抗震剂，抑制食物腐败的水杨酸等。

## 实例
乙酰苯胺能够抑制双氧水的分解， 双氧水的分解式如下：

2H
2O
2 → 2H
2O + O
2，由熱、光，以及雜質來催化。

## 外部連結
- Inhibitor Definition in Chemistry （页面存档备份，存于）
- Effects of Inhibitors on Enzyme Activity (Introduction to Enzymes) （页面存档备份，存于）
- Inhibitors - Chemistry Encyclopedia - structure, reaction, uses, examples, Uses of Inhibitors （页面存档备份，存于）